# Georgika Wesly Djengue Moune
Georgika Wesly Djengue Moune, née le 21 août 1999, est une judokate camerounaise.

## Biographie
Georgika Wesly Djengue Moune est originaire du village d'Ebone, dans la région du Littoral.
Elle remporte la médaille de bronze dans la catégorie des moins de 78 kg aux Championnats d'Afrique de judo 2022 à Oran ainsi qu'aux Jeux de la Francophonie de 2023 à Kinshasa.
Elle est médaillée d'argent dans la catégorie des moins de 78 kg aux championnats d'Afrique à Casablanca.
Elle est aussi plusieurs fois médaillée d'or aux différents opens d'Afrique durant l'année 2023 notamment ceux de Luanda, Abidjan, Niamey, Dakar et Yaoundé .
En 2024, elle remporte la médaille de bronze dans la catégorie des moins de 78 kg ainsi que par équipe mixte aux Jeux africains à Accra et la médaille d'argent dans la catégorie des moins de 78 kg aux championnats d'Afrique au Caire.
Elle est médaillée de bronze dans la catégorie des moins de 78 kg aux Championnats d'Afrique 2025 à Abidjan.